# Giocondo Albertolli
Giocondo Albertolli (Bedano, 24 luglio 1742 – Milano, 15 novembre 1839) è stato un architetto, decoratore e docente svizzero-italiano.
Era figlio di Francesco Saverio, architetto di Bedano, e padre di Raffaele, pittore e stuccatore.

## Biografia
Nei primi anni lavorò spesso con il fratello Grato. Si formò all'Accademia di Parma, dove entrò in contatto con Alexandre Petitot.
Nel 1770 fu in Toscana alla corte del Granduca e lavorò alla Villa di Poggio Imperiale, creando gli stucchi per il salone delle feste. Si trasferì a Roma poi a Napoli e infine a Milano nel 1774, dove iniziò due anni dopo, la carriera di insegnante di Ornato presso la neonata Accademia di Belle Arti di Brera, restando in carica fino al 1812.
Qui si svolse gran parte della sua attività. Qui lavorò contemporaneamente, come progettista di arredi e decorazioni, per la corte Asburgica ai maggiori monumenti neoclassici lombardi: al Palazzo arciducale, al Teatro alla Scala, alla Reggia di Mantova e alla Villa Reale di Monza.
Seguì inoltre ogni dettaglio delle decorazioni interne per la realizzazione di "Villa Lucini Passalacqua" a Moltrasio, sul Lago di Como; e ancora nel 1780 a Parabiago (MI), paese dell'amico ebanista Giuseppe Maggiolini, per alcune decorazioni interne alla Chiesa Prepositurale dei Santi Gervasio e Protasio, lavorando con l'architetto Piermarini, incaricato quest'ultimo della realizzazione della facciata.
Del 1782 sono i quattro volumi Ornamenti diversi inventati da Giocondo Albertolli e del 1787 sono Alcune decorazioni di nobili sale, due raccolte di incisioni, in cui presenta un campionario di arredi e oggetti, ispirati a modelli classici come nella tavola VI di quest'ultimo volume: uno "sgabello a forma di tripode" con le gambe unite da un serto di foglie di quercia; nel progetto per l'altare per il principe Belgioioso (tavola XVII), presenta, attorno ad un "bruciaprofumi" all'antica, due ippogrifi reggenti ghirlande di fiori, che pendono dai manici della coppa. Nella tavola XXI con una zuppiera in argento, il corpo di questa, sostenuto da due delfini, è arricchito di spirali con foglie d'acanto e da un fregio dove si alternano medaglioni con profili di filosofi e rosette, sul coperchio sono due aquile ad ali spiegate.
Tra il 1808 e il 1810, l'Albertolli progettò il complesso di Villa Melzi d'Eril a Bellagio, sul lago di Como: una dimora nobiliare circondata da un amplissimo giardino all'inglese.

Sposò Marta Caterina De Giorgi, da cui ebbe 15 figli.

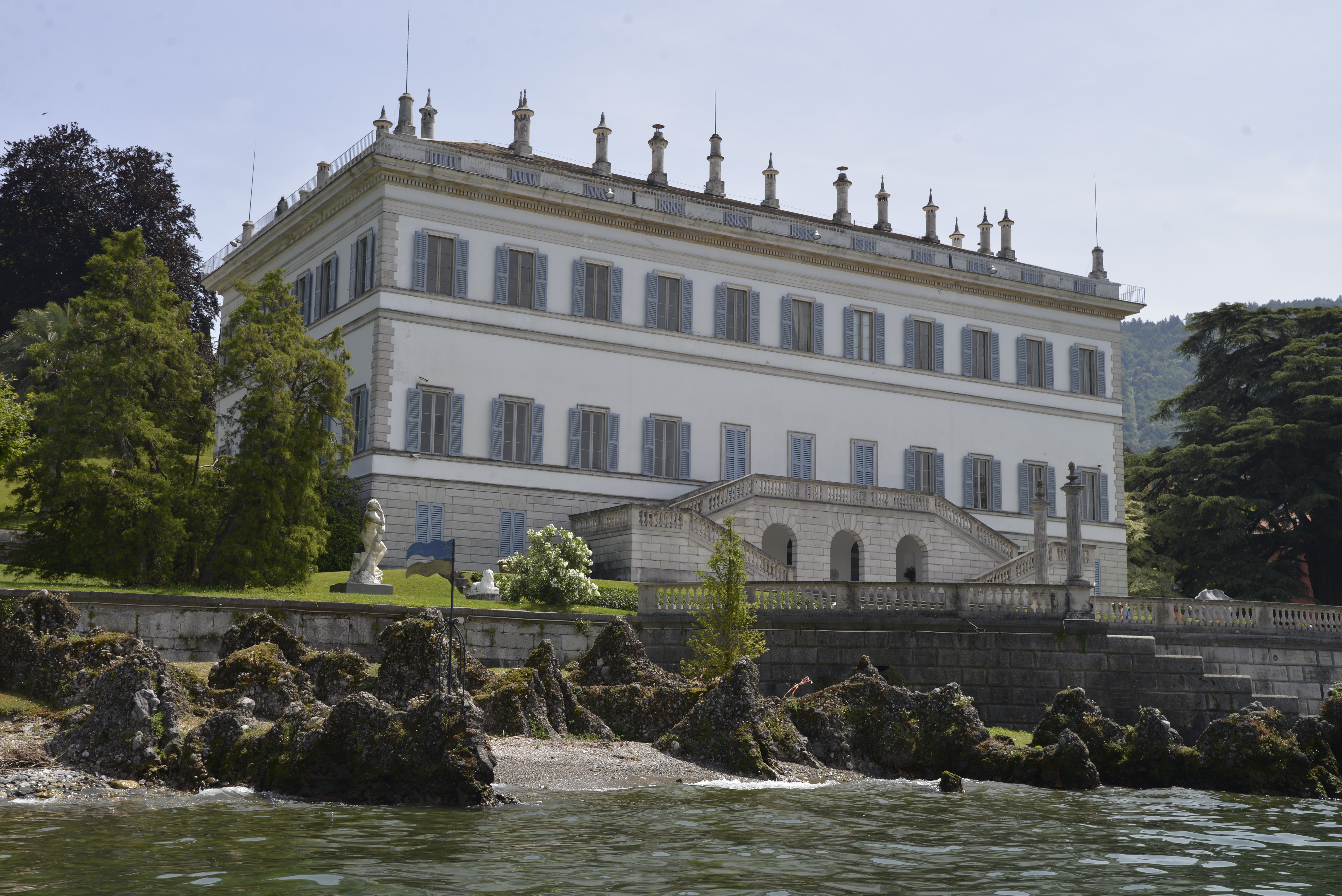
Bellagio - Villa Melzi d'Eril
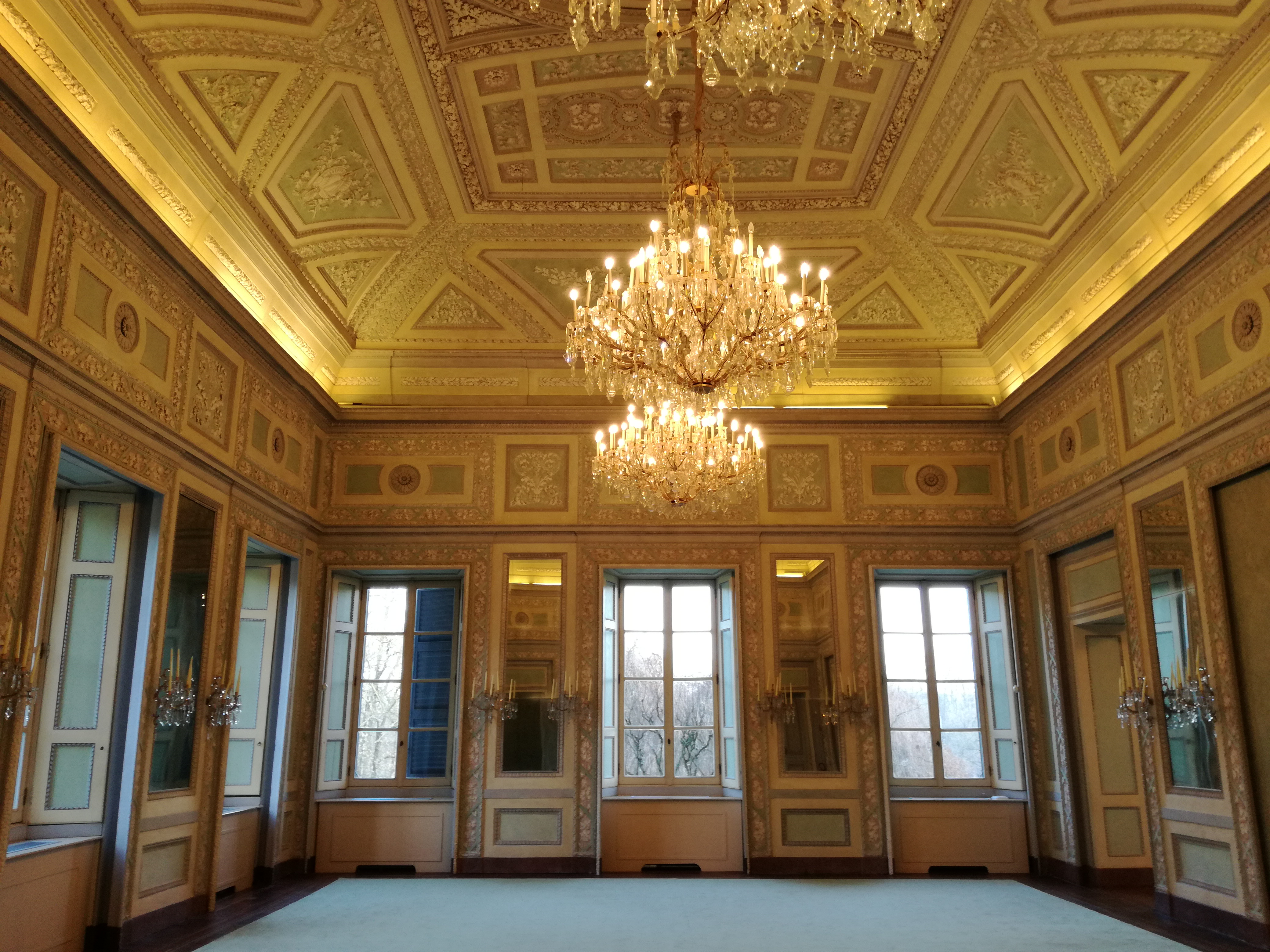
Villa Reale (Monza), Sala degli Specchi
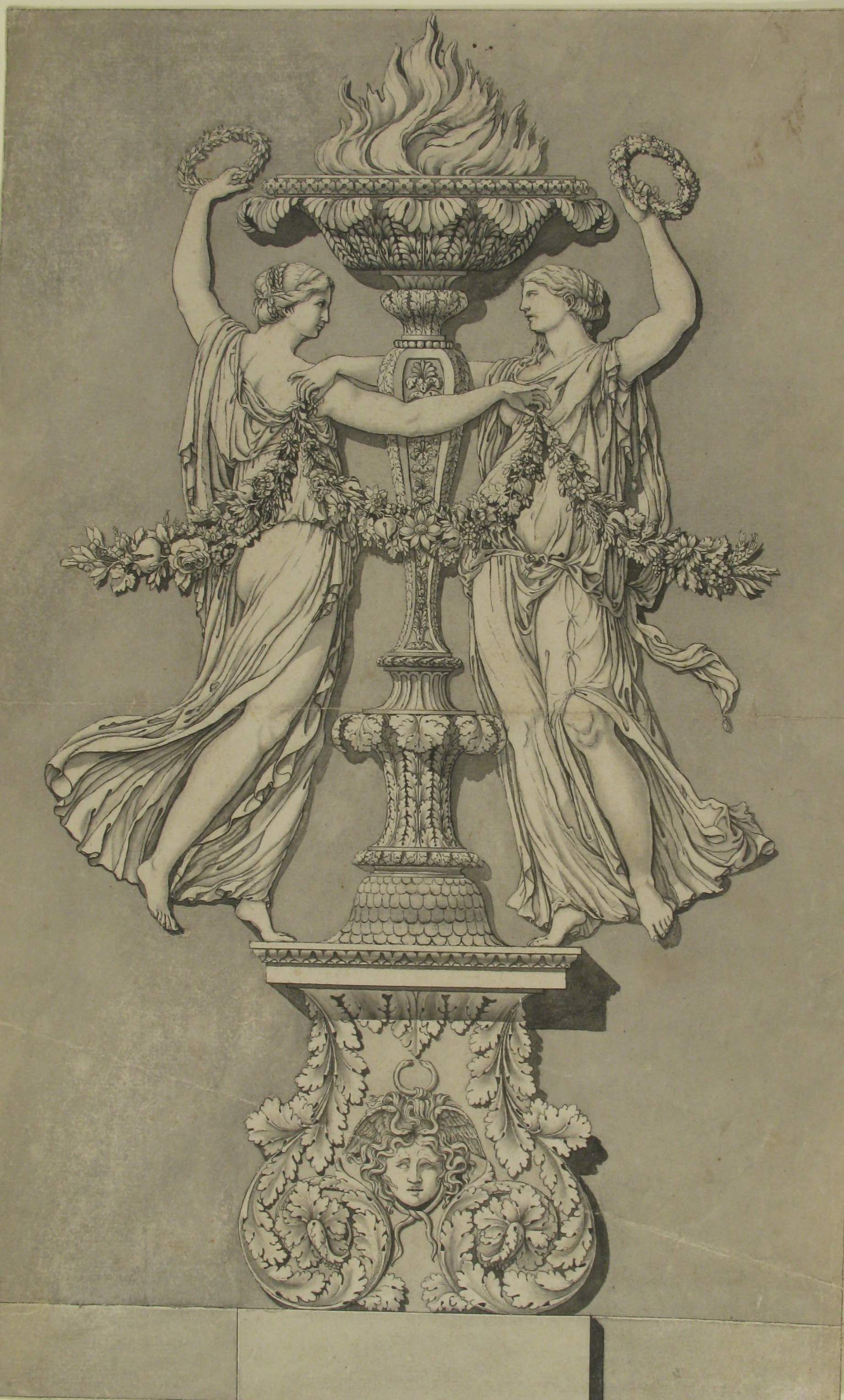
Disegno da 'Ornamenti Diversi'
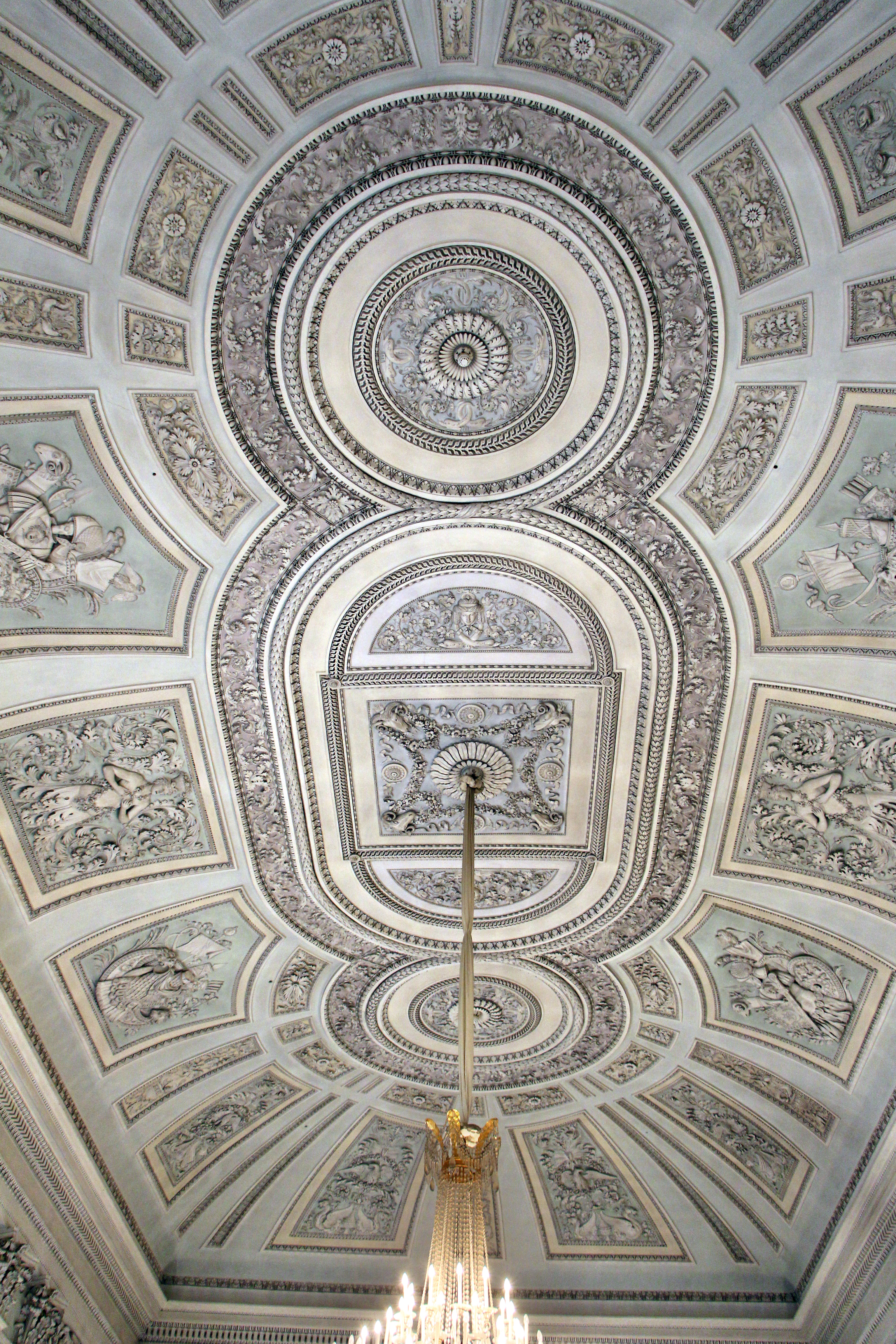
Villa di Poggio Imperiale - Sala Bianca